# Lubov Vorobieva
Lubov Vorobieva es una deportista kazaja que compitió en esquí de fondo adaptado. Ganó una medalla de plata en los Juegos Paralímpicos de Lillehammer 1994 en la prueba de 15 km (clase B2).

## Palmarés internacional
| Juegos Paralímpicos | Juegos Paralímpicos   | Juegos Paralímpicos | Juegos Paralímpicos |
| Año                 | Lugar                 | Medalla             | Prueba              |
| ------------------- | --------------------- | ------------------- | ------------------- |
| 1994                | Lillehammer (Noruega) | Medalla de plata    | 15 km B2            |